# Bergenhausen

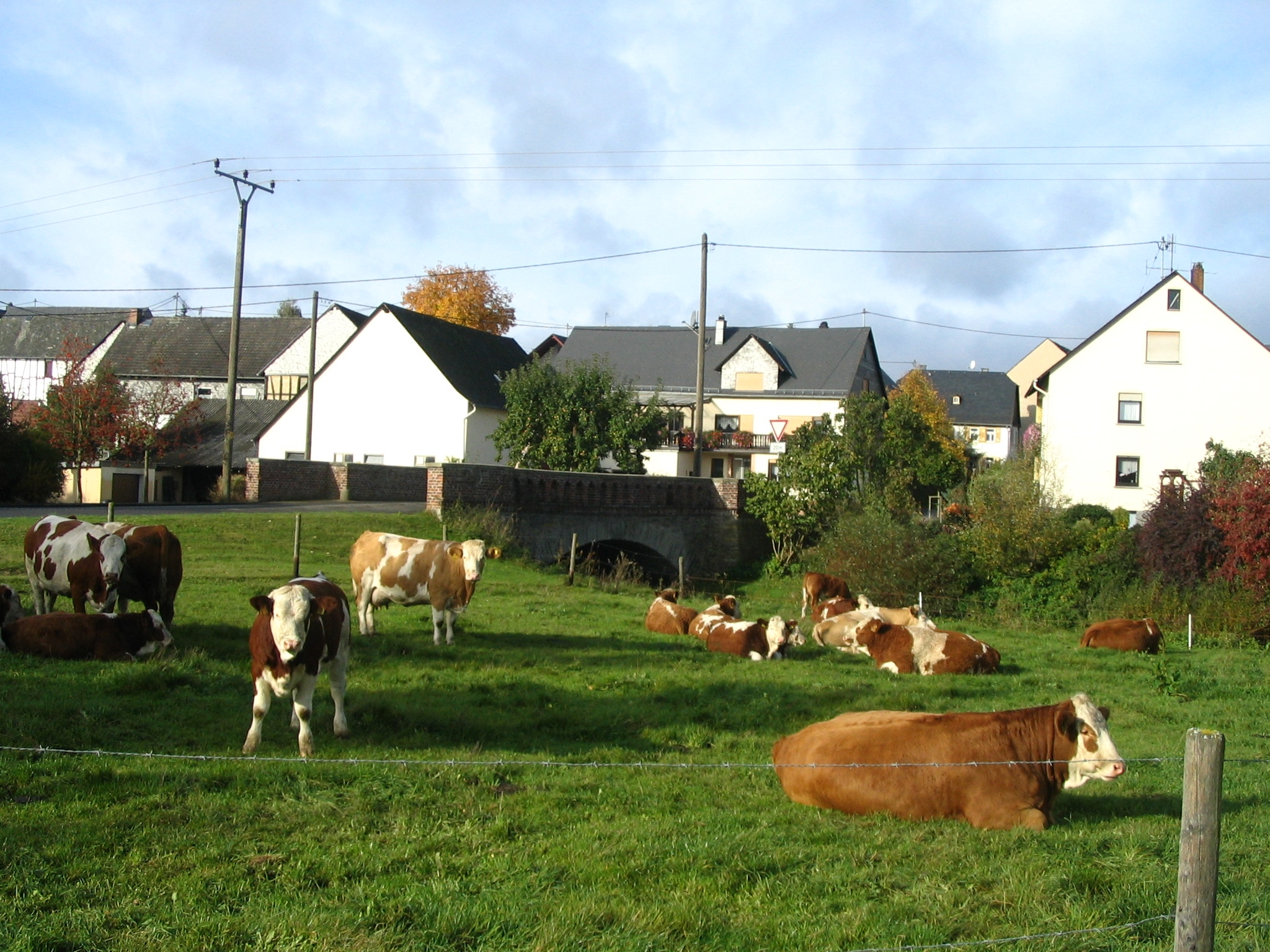
Dorfzentrum im Hintergrund des Bildes

Bergenhausen ist eine Ortsgemeinde im Rhein-Hunsrück-Kreis in Rheinland-Pfalz. Sie gehört der Verbandsgemeinde Simmern-Rheinböllen an.

## Geographie
Bergenhausen liegt beiderseits des Simmerbachs.

## Geschichte
Die Geschichte des Ortes geht zurück bis in die römische Zeit. Die erste urkundliche Erwähnung findet sich im Jahre 1293.
Mit der Besetzung des Linken Rheinufers 1794 durch französische Revolutionstruppen wurde der Ort französisch, 1815 wurde er auf dem Wiener Kongress dem Königreich Preußen zugeordnet. Seit 1946 ist der Ort Teil des damals neu gebildeten Landes Rheinland-Pfalz.

## Wappen
Blasonierung:„In Schwarz ein silbern (weiß) bordierter blauer Wellenpfahl zwischen erhöhten gekreuzten, grünbestielten goldenen (gelben) Eichenblättern mit goldener (gelber) Frucht und erniedrigtem goldenen (gelben) sechsspeichigen Mühlrad.“
Das Wappen zeigt den Simmerbach. Die Eichenblätter stehen für den Waldreichtum und das Mühlrad für die außerhalb des Ortes gelegene Klumpenmühle.
Statistik zur Einwohnerentwicklung
Die Entwicklung der Einwohnerzahl der Gemeinde Bergenhausen, die Werte von 1871 bis 1987 beruhen auf Volkszählungen:
| Jahr | Einwohner |
| 1815 | 134       |
| 1835 | 162       |
| 1871 | 141       |
| 1905 | 128       |
| 1939 | 346       |

| Jahr | Einwohner |
| 1950 | 132       |
| 1961 | 128       |
| 1970 | 143       |
| 1987 | 129       |
| 2005 | 132       |

## Religion
Die evangelische Kirchengemeinde Bergenhausen gehört zur Pfarrei Pleizenhausen, die Teil der Evangelischen Kirche im Rheinland ist.

## Politik

### Gemeinderat
Der Gemeinderat in Bergenhausen besteht aus sechs Ratsmitgliedern, die bei der Kommunalwahl am 9. Juni 2024 in einer Mehrheitswahl gewählt wurden, und dem ehrenamtlichen Ortsbürgermeister als Vorsitzendem.

### Bürgermeister
Christian Sixel wurde am 1. Juli 2025 erneut Ortsbürgermeister von Bergenhausen, nachdem er dieses Amt bereits bis 2019 ausgeübt hatte. Da für eine ursprünglich am 13. Juli 2025 angesetzte Direktwahl kein gültiger Wahlvorschlag eingereicht wurde, oblag die Neuwahl des Bürgermeisters gemäß rheinland-pfälzischer Gemeindeordnung dem Rat, der sich für den bisherigen Ersten Beigeordneten Christian Sixel entschied.
Von 2019 bis 2025 hatte Wilhelm Enk das Amt des Ortsbürgermeisters inne.